# Sociedade Mineira de Psicologia
A Sociedade Mineira de Psicologia (SMP) foi criada em 25 de fevereiro de 1957 em Belo Horizonte e declarada de utilidade pública municipal em 1962 e estadual em 1967.  Sua origem encontra-se na sugestão feita por André Rey durante um curso de pós- graduação em Psicologia da Aprendizagem no Instituto Superior de Educação Rural (ISER).
Seu objetivo central era desenvolver a Psicologia enquanto profissão e ciência; para tal, durante seu funcionamento, promoveu eventos científicos, proporcionou a difusão de conhecimentos da psicologia aplicada e forneceu formação crítica aos profissionais da área. Teve como primeira presidenta Helena Antipoff, além de Pedro Parafita de Bessa como diretor científico e Halley Alves Bessa como diretor fiscal..
A SMP teve um papel de destaque tanto na criação do Conselho Federal quanto dos Conselhos Regionais de Psicologia e realizou publicações em forma de revistas majoritariamente compostas por artigos e boletins. A sociedade funcionou em três endereços em Belo Horizonte até ser absorvida pelo Sindicato dos Psicólogos de Minas Gerais em meados de 1980.